# Werner Senn

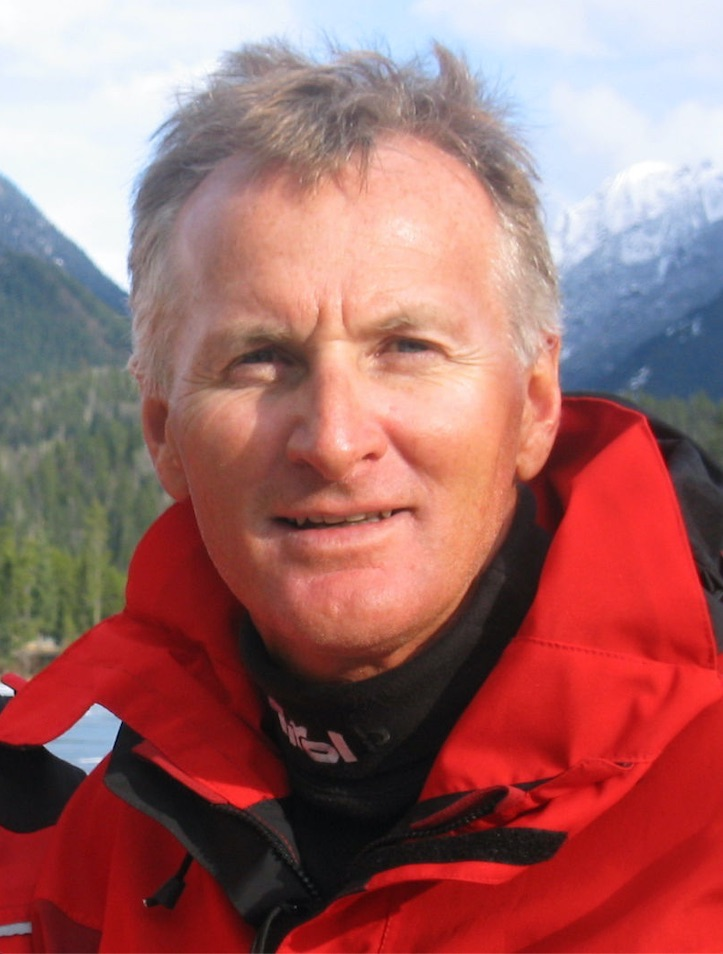
Werner Senn (2004)

Werner Senn (* 29. Oktober 1958 in Zams) ist ein österreichischer Jurist, Hubschrauberpilot, Ministerialrat und ehemaliger Sportler. Von 1. Dezember 2005 bis zum Antritt seines Ruhestandes am 1. November 2020 war er Leiter der österreichischen Flugpolizei im Bundesministerium für Inneres.

## Leben
Nachdem er eine Ausbildung zum Bürokaufmann gemacht hatte, trat Werner Senn im Jahr 1978 in den Dienst der österreichischen Bundesgendarmerie. Nach Absolvierung des Fachkurses für dienstführende Wachebeamte in Mödling erfolgte die Ausbildung zum Gendarmerie-Bergführer, zum staatlich geprüften Skilehrer und Skiführer sowie zum Flugretter beim Bundesministerium für Inneres. Im Jahr 1983 trat er seinen Dienst als Flugretter bei der Flugeinsatzstelle Innsbruck an. 1988 übernahm er die Leitung als alpiner Einsatzleiter beim Bundesgendarmeriekommando Landeck.
Nach Ablegung der Studienberechtigungsprüfung im Jahr 1993 studierte Werner Senn Rechtswissenschaften an der Universität Innsbruck. Im Rahmen seiner Diplomarbeit setzte er sich wissenschaftlich mit dem Thema „Rechtsprobleme der Flugrettung“ auseinander. Im Jahr 1998 schloss er das Studium als Magister der Rechtswissenschaften ab.
Bei der Lawinenkatastrophe von Galtür im Februar 1999 fungierte Werner Senn als Einsatzleiter. Seine Verdienste bei diesem Einsatz wurden mit der Verleihung der Goldenen Medaille am roten Bande für Verdienste um die Republik Österreich (Lebensrettungsmedaille) gewürdigt. In den Folgejahren war er Mitbegründer, Initiator und Geschäftsführer des ASI-Tirol (Alpines Sicherheits- und Informationszentrum), welches primär als Internetplattform und Koordinationsstelle für sicherheitsrelevante Problemstellungen im alpinen Raum konzipiert wurde. Im Jahr 2002 erhielt er dafür mit seinem Team den ARGE-Alp-Zukunftspreis.
Seine fliegerische Ausbildung begann Werner Senn mit dem Erwerb der Privatpilotenlizenz beim Flugsportzentrum Tirol in Innsbruck im Jahr 2002. Nach der Bestellung zum Leiter der Abteilung II/7 Flugpolizei im Bundesministerium für Inneres in Wien am 1. Dezember 2005 und der Ernennung zum Ministerialrat im Jahr 2006 absolvierte er auch die Berufshubschrauber-Pilotenausbildung. Seine ministeriale Tätigkeit umfasste unter anderem die Mitwirkung bei der Beschaffung einer neuen Hubschrauberflotte für das BMI, die Modernisierung der Infrastruktur der Flugpolizei, die Einführung des FLIR-Nachtflugbetriebes (Forward Looking Infrared) an drei Außenstellen mit NVG-Brillen (Night-Vision-Goggles) und Wärmebildkamera sowie die Schaffung bzw. den Neubau einer Flugeinsatzstelle in Wien-Schwechat. In seine Dienstzeit fallen außerdem die Kündigung der Vereinbarungen nach § 15a B-VG (Bundesverfassungsgesetz) über den gemeinsamen Hubschrauberdienst und die damit verbundene Neuordnung der Flugrettung in Österreich. In diesem Rahmen realisierte er auch die Wiedereinführung des 15a-Vertrages für den Zivil- und Katastrophenschutz  mit dem Land Tirol, was zur Finanzierung eines Kooperations-Hubschraubers von  BMI und  Tiroler Landesregierung führte.
Werner Senn unterstützte auch die publizistische Aufarbeitung der Geschichte der Flugpolizei. Im Jahr 2015 entstand – in Zusammenarbeit mit Stefanie Grüssl und Peter Weichselbaum – das Werk „Flugpolizei in Österreich einst und jetzt“ und im Jahr darauf wurde in Zusammenarbeit mit Stefanie Grüssl eine Sondermarke der Österreichischen Post anlässlich des 60-jährigen Bestehens der Flugpolizei umgesetzt. Am 1. November 2020 trat Werner Senn als Ministerialrat seinen Ruhestand an.

## Sportliche Laufbahn
Im Rahmen des Wildwasser-Paddelsportes und als Mitglied des TWV Innsbruck erreichte Werner Senn von 1978 bis 1981 mehrere Tiroler Meistertitel; 1979 gewann er das Internationale Sannarennen.
Er war von 1980 bis 1986 Teilnehmer bei Profi-Ski-Weltmeisterschaften und 1990 Sieger bei den World-Championships of Endurance Skiing in Aspen.

## Spezielle Funktionen
- Seit 1998: Gerichtlich beeideter Sachverständiger für Ski- und Snowboardunfälle, Flugrettungs- und Lawinenunfälle[13]
- 2005–2008: Obmann des österreichischen Polizeibergführerverbandes[2]
- 2005–2008: Vizepräsident des Kuratoriums für Alpine Sicherheit[2]

## Ehrungen und Auszeichnungen
- 1999: Goldene Medaille am roten Bande für Verdienste um die Republik Österreich[2][5]
- 2002: Arge-Alp-Zukunftspreis[6][14]
- 2011: Verdienstzeichen 1. Klasse in Gold des NÖ Landesfeuerwehrverbandes[13]
- 2021: Verdienstzeichen des Österreichischen Bundes-Feuerwehrverbandes Stufe 1[15]
- 2022: Großes Silbernes Ehrenzeichen für Verdienste um die Republik Österreich[16]

## Schriften (Auswahl)
- Rechtsprobleme der Flugrettung. Universität Innsbruck, Diplomarbeit, Innsbruck 1997.
- Skirecht Ratgeber.  Verlag Brüder Hollinek, Purkersdorf 2005, ISBN 3-85119-298-2.
- Der Bezirk Landeck. In: Fritz Hörmann und Gerald Hesztera: Zwischen Gefahr und Berufung. Gendarmerie in Österreich, Museumsverein Werfen, Wien 1999, ISBN 3-933756-99-5, S. 488–489.
- Naturgefahrenmanagement in der Praxis, In: Sven Fuchs (Hrsg.): Recht im Naturgefahrenmanagement, Studienverlag, Innsbruck-Wien-Bozen 2006, ISBN 978-3-7065-4326-2, S. 167–171.
- Analyse Hindernis. In: analyse: berg, 2. Ausgabe, Innsbruck 2011, S. 15.
- mit Stefanie Grüssl: Flugpolizei in Österreich, In: Helico Revue Nr. 126, 06/2016, S. 25.
- Galtür – die Geschichte einer Katastrophe. In: Die österreichische Alpinpolizei. Geschichten übers Leben. Und von Verlusten. Bundesministerium für Inneres, Kuratorium Sicheres Österreich, September 2018, S. 32–39.